# NGC 1995
NGC 1995 est une paire d'étoiles située dans la constellation du Peintre. 
L'astronome britannique John Herschel a enregistré la position de cette paire d'étoiles le 28 décembre 1855.